# Peltigerales
Ordre
Les Peltigerales sont un ordre de champignons lichénisés dans la classe des Lecanoromycetes. Ce sont pour la plupart des lichens aux thalles foliacés, parfois de grande taille, certains étant encroûtants voire squamuleux (formés de petites écailles). Tous les Lecanoromycetes dont les photobiontes sont des cyanobactéries appartiennent aux Peltigerales. L'ordre comporte actuellement 45 genres distribués en 7 familles, surtout représentées dans l'hémisphère nord, à l'exception des Lobariaceae.

## Liste des familles
Selon Outline of Ascomycota — 2009 :
Sous-ordre Collematineae
- Coccocarpiaceae
- Collemataceae
- Pannariaceae
- Placynthiaceae

Sous-ordre Peltigerineae
- Lobariaceae
- Nephromataceae
- Peltigeraceae
- Ce sous-ordre comporte en outre le genre Massalongia qui n'est pour l'instant rattaché à aucune famille (incertae sedis)[3], en dépit de la proposition de créer une nouvelle famille, les Massalongiaceae, pour Massalongia et deux autres genres appartenant à l'heure actuelle aux Placynthiaceae[4].

## Galerie d'espèces classées par familles

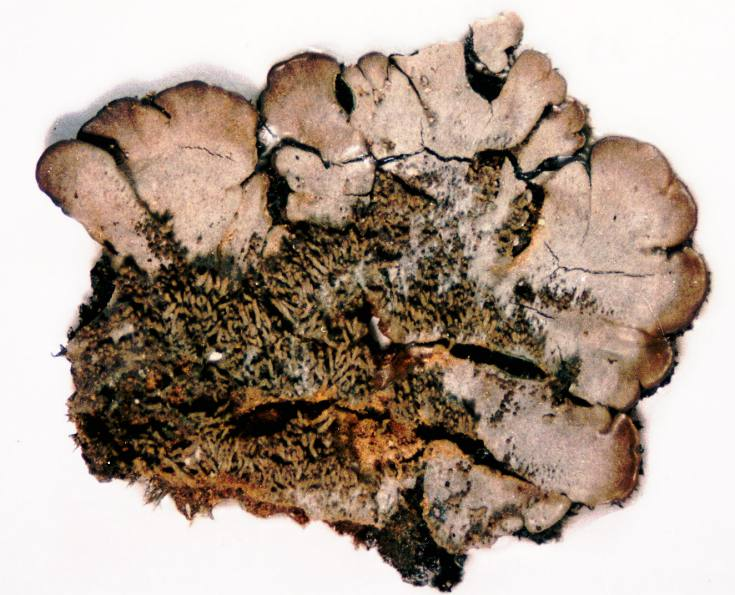
Coccocarpiaceae : Coccocarpia palmicola (exemplaire d'herbier)
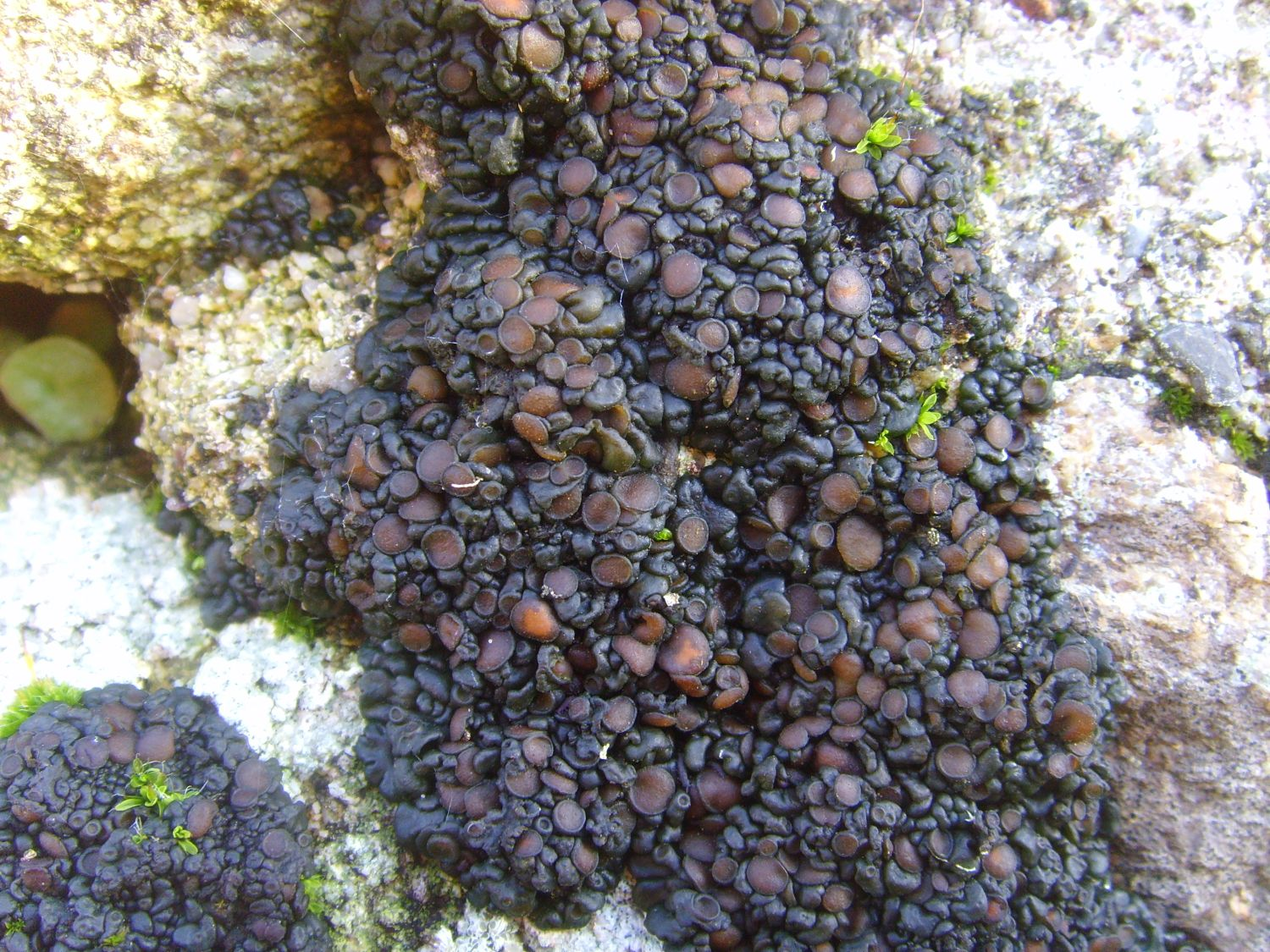
Collemataceae : Collema tenax
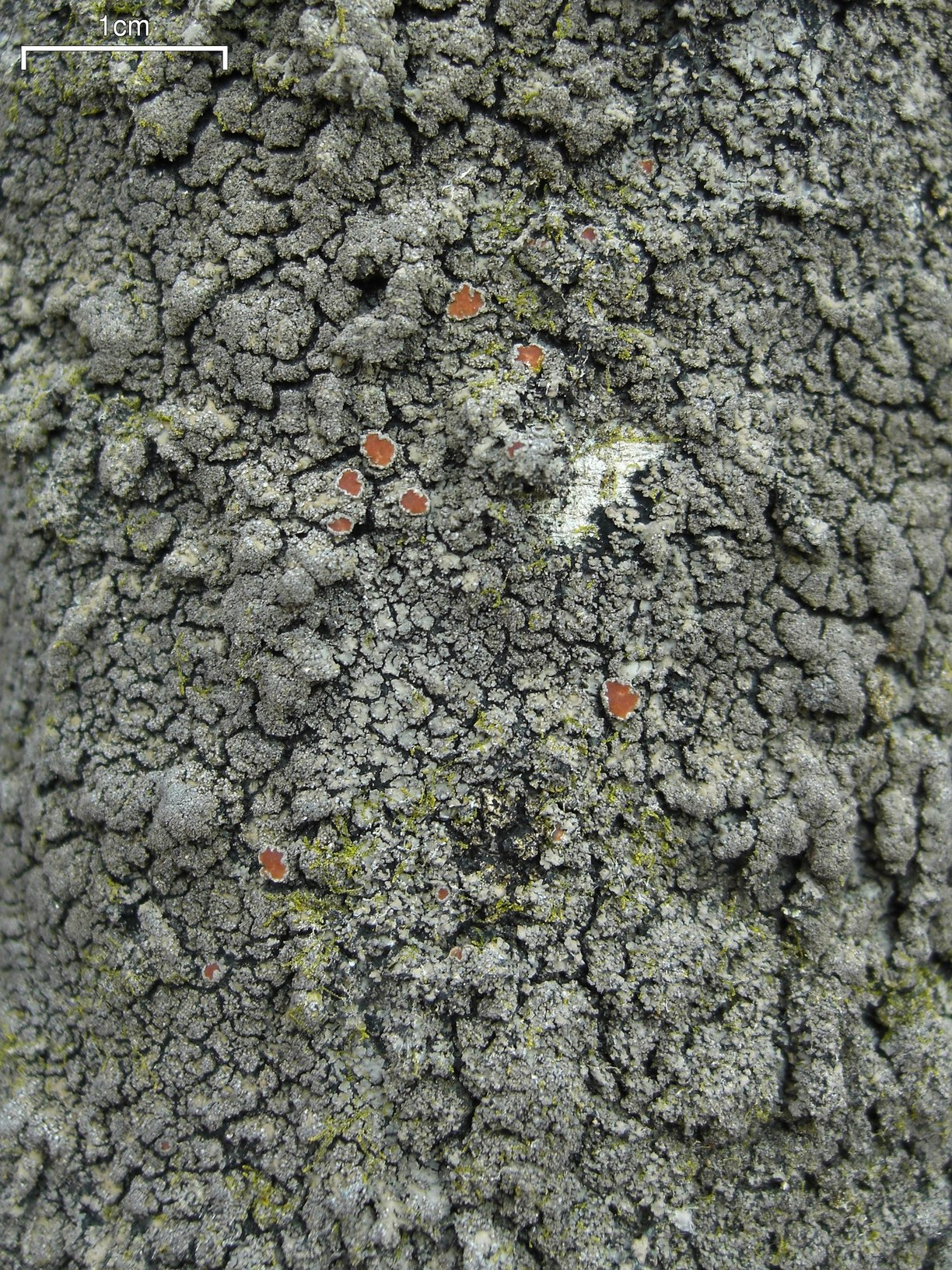
Pannariaceae : Parmeliella triptophylla
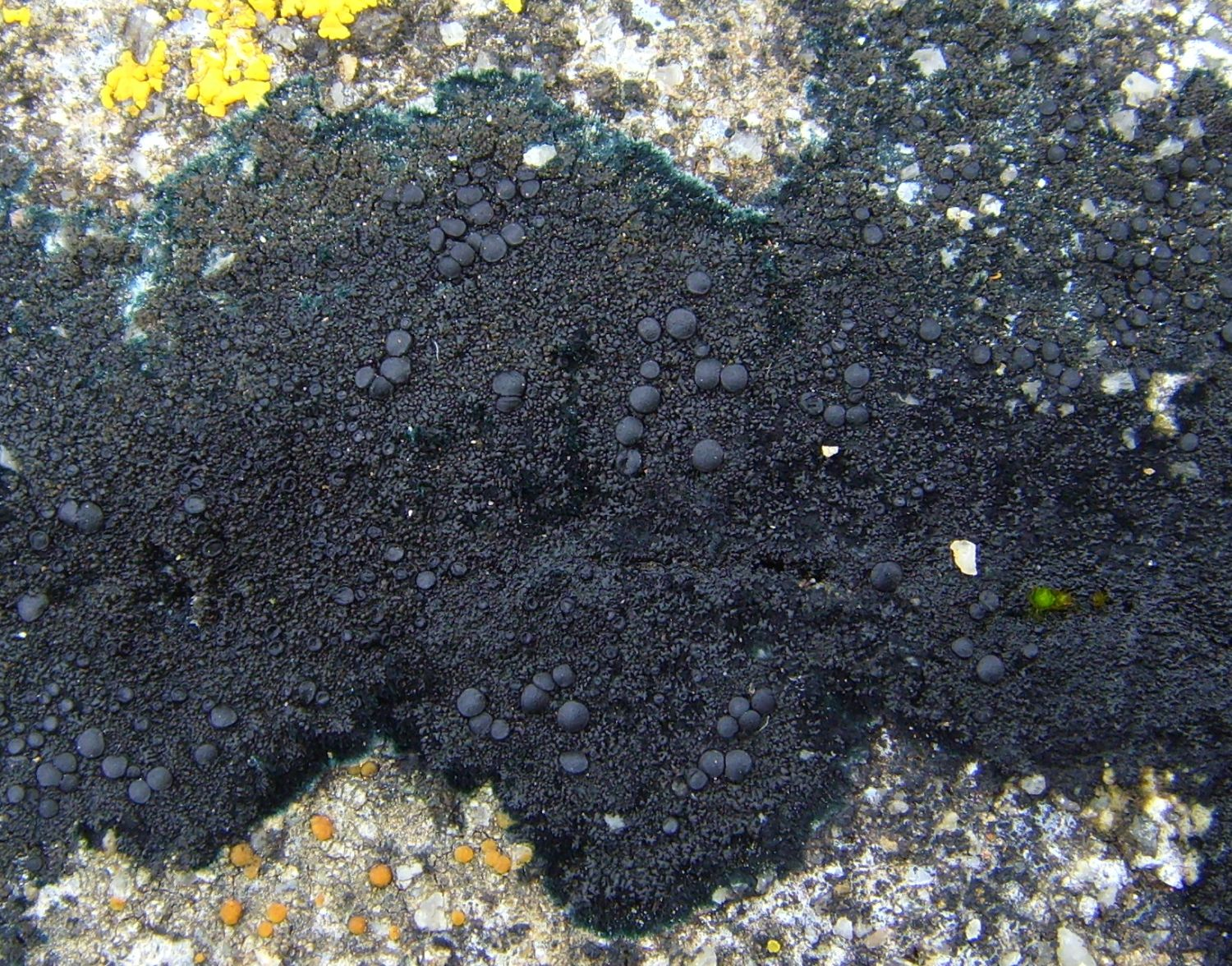
Placynthiaceae : Placynthium nigrum
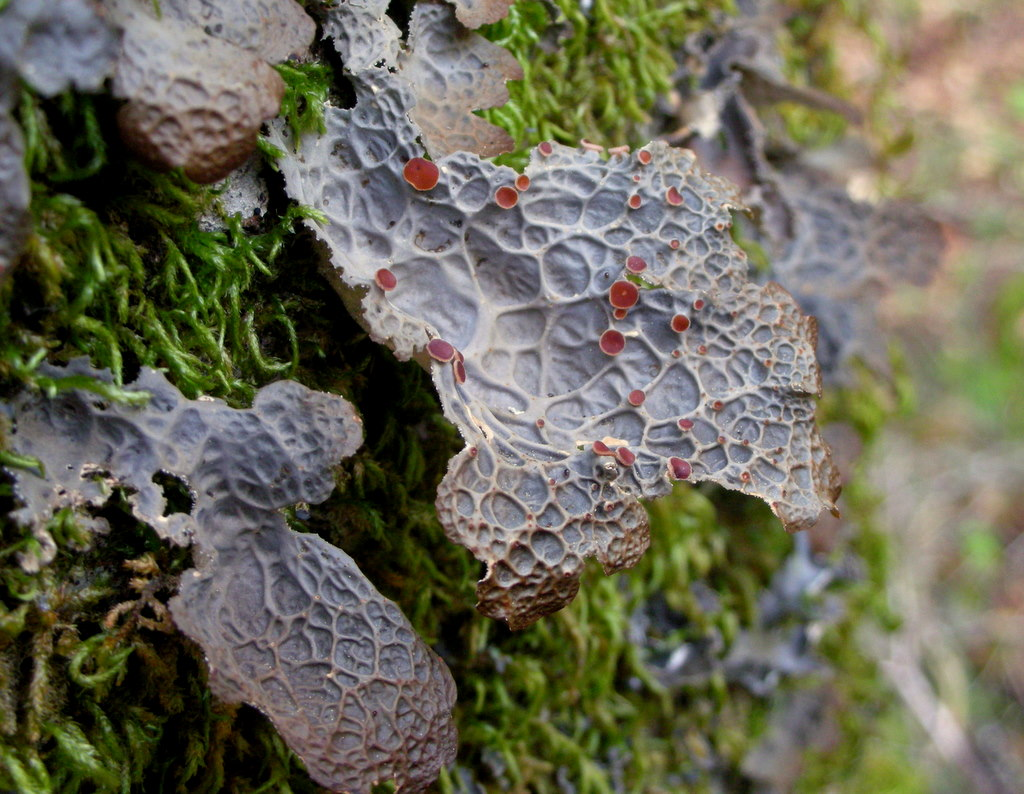
Lobariaceae : Pseudocyphellaria anthraspis
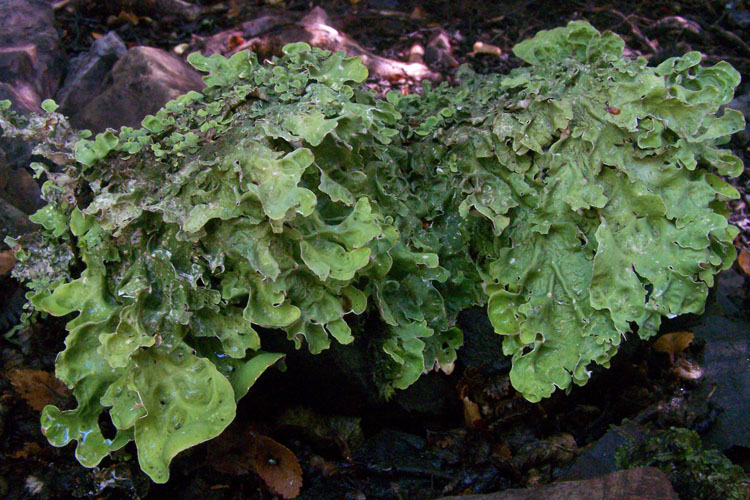
Nephromataceae : Nephroma australe
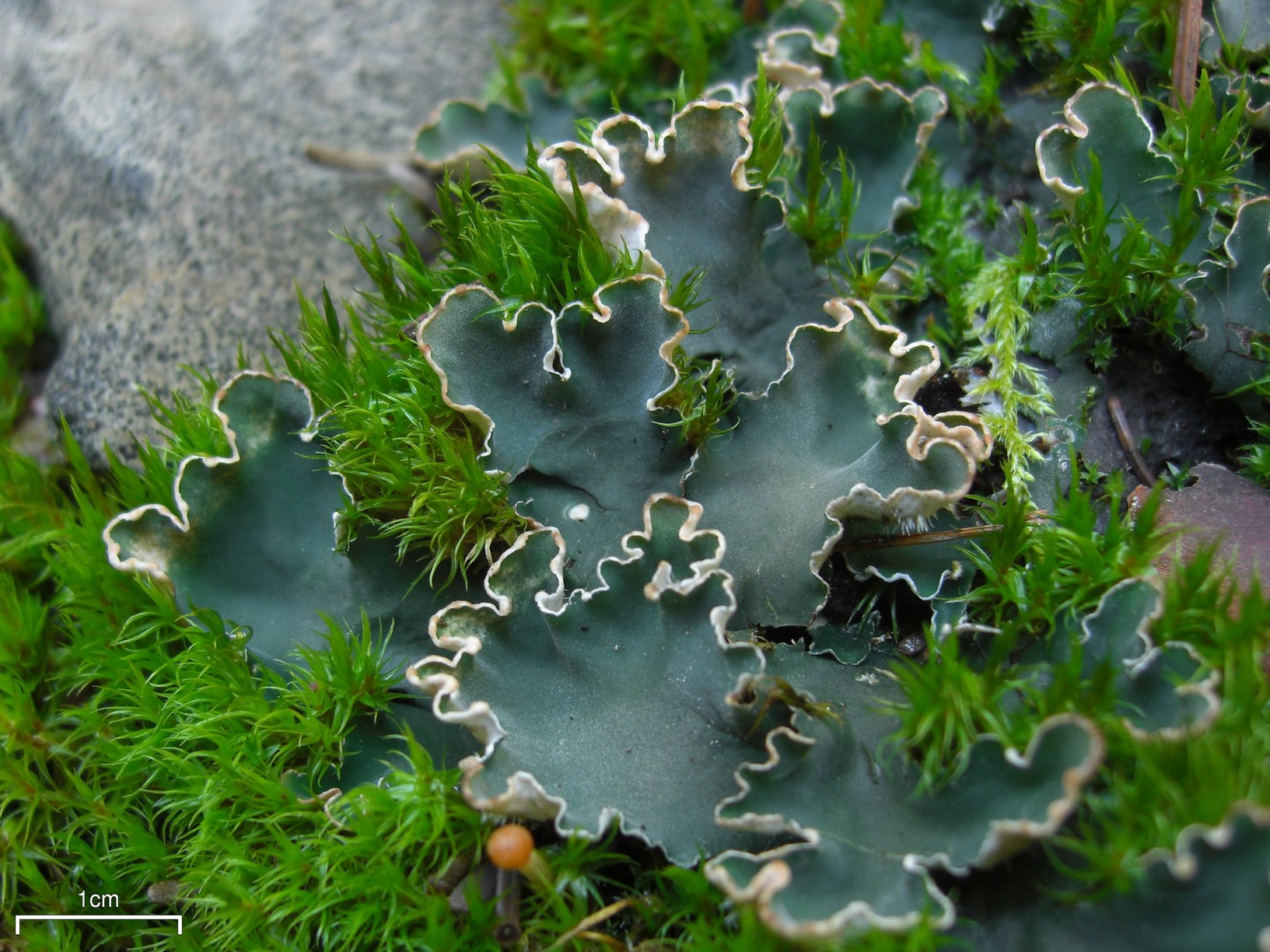
Peltigeraceae : Peltigera malacea